# ウクライナ北東部攻勢
ウクライナ北東部攻勢（ウクライナほくとうぶこうせい）は、2022年のロシアのウクライナ侵攻で、チェルニーヒウ州とスームィ州の2つの州（オーブラスチ）を支配するために侵略したロシア軍と、それを撃退したウクライナ軍の戦域である。

## 概要
ウクライナ北東部攻勢は、ロシア連邦軍による北東部のチェルニーヒウ州とスームィ州、及びそれらの州都であるチェルニーヒウとスームィに対して行っている大規模な攻勢である。現在、チェルニーヒウは包囲されている。2月25日、ロシア国境から90キロに位置するスームィ州第二の都市コノトプを支配を巡る戦いでウクライナ軍は敗れた（コノトプの戦い）。スームィ州では、ロシア軍が戦闘開始時に市街地（ロシア国境から35 kmに位置）をほぼ占領したが、その後のスームィの戦いでウクライナ兵と民兵がロシア軍と交戦し、激しい市街戦が繰り広げられた。ウクライナの情報筋によると、ロシア軍の戦車100台以上が破壊され、数十人の兵士が拘束された。戦闘はアフトゥイルカでも行われた。3月4日の作戦評価で、フレデリック・ケイガンは「スームィ軸は現在、キエフへのロシアの進撃路として最も成功し、危険である」と書いた。彼は、地形が「平坦で人口が少なく、良い防御陣地がほとんどない」ため、機械化された進行に有利だと述べた。

## タイムライン

### 2月24日
- チェルニーヒウへの攻撃は撃退された。
- コノトプの街は包囲された。
- ロシア軍はチュグエフ空軍基地を標的にしたミサイル攻撃を行った[8]。空軍基地にはドローンの「バイラクタル TB2」が駐機していた。OSINTの情報によると、攻撃で燃料貯蔵エリアとインフラに被害が出た[9]。

### 2月25日
- ウクライナ軍はコノトプ市の支配権を失った[3][10]。
- 午前1時39分、ロシア軍がスームィ市から撤退したと報じられた[11]。
- アフトゥイルカでは、BM-27ウラガンのミサイルが市内の学校に直撃し[12]、警備員1人が死亡、子供と教師が負傷した（人数不明）。しかし、ウクライナ軍は激しく抵抗し、ロシア軍は撤退した[13]。

### 2月26日
- ウクライナ軍は、チェルニーヒウ市を占領しようとしたロシア軍部隊を撃破したと主張した。
- スームィでは、紛争が再び発生した[14]。ロシア軍は日中に都市の半分を占領したが、日没までにウクライナ軍はロシア軍を都市から撃退した[15]。スームィでは3人の民間人の死傷者が報告された[16]。

### 2月27日
- チェルニーヒウ市中心部の大部分がミサイルの被害を受けた。ロシア軍は同市を完全に封鎖したと主張している。
- 多数のロシア軍車両が東からスームィに進軍した。大人と子供が乗っていた民間の車が銃撃され、女性が死亡した[17]。

### 2月28日
- ロシア軍は、アフトゥイルカの石油貯蔵所を爆撃して破壊した[18]。また、地元当局者によると、アフトゥイルカの軍事基地に落とされたロシアの燃料気化爆弾によりウクライナ兵70人以上が死亡した[19][20]。

### 3月1日
- チェルニーヒウ州知事は、チェルニーヒウ市へのすべての進入地点に大量に地雷が埋められていたと述べた[21]。
- スームィ州知事のDmytro Zhyvytskyiによると、アフトゥイルカの軍事基地へのロシアの砲撃によりウクライナ兵70人以上が死亡したという[22]。
- ウクライナ当局は、ウクライナ軍がチェルニーヒウ州南部のクルーティ村でロシア兵200人を殺害したと主張している[23]。

### 3月2日
- コノトプ市の当局はロシア軍と交渉し、ロシア軍が市政の変更や、市内への軍の配備、交通の妨害、ウクライナの旗の撤去を行わないことを承諾し、合意に達した。その見返りとして、市当局は住民がロシア軍を攻撃しないことに同意した[24]。
- コノトプ市長は、日中に市を明け渡すことに同意した[25]。

### 3月3日
- ロシア軍の地元の発電所への空爆により、アフトゥイルカ市では電力と暖房の供給が停止した[26]。
- スームィ州知事は、第27砲兵旅団の建物とスームィ州立大学軍事学部に砲撃があり、5人が負傷したと述べた[27]。
- 市外への道路や橋が破壊され、スームィの路上で戦闘が起きているため、500人以上の留学生が閉じ込められていた[28]。
- Pamyatne村とKhoroshe Ozero（ウクライナ語版）村の間で小規模な衝突が相次ぎ、ウクライナ軍はロシア兵200人を殺害したと主張した[29]。

### 3月6日
- チェルニーヒウ地域の141の集落の電力は復旧していない。